# Bierna (województwo śląskie)
Bierna – wieś w Polsce położona w województwie śląskim, w powiecie żywieckim, w gminie Łodygowice, nad Wilczym Potokiem w sąsiedztwie Jeziora Żywieckiego. Powierzchnia sołectwa wynosi 316,7 ha, a liczba ludności 933, co daje gęstość zaludnienia równą 294,6 os./km².
W latach 1975–1998 miejscowość administracyjnie należała do województwa bielskiego.
Bierna położona jest niedaleko Żywca w Kotlinie Żywieckiej (11,5 km na północny zachód od Żywca) otoczonej pasmami gór Beskidu Śląskiego, Małego i Żywieckiego, w pobliżu Skrzycznego i Magurki Wilkowickiej. W miejscowości znajduje się stadnina koni; ponadto drobny handel (sklepy spożywczo-przemysłowe).
Miejscowości sąsiadujące: Zarzecze, Łodygowice, Czernichów.

## Części wsi
| SIMC    | Nazwa        | Rodzaj    |
| ------- | ------------ | --------- |
| 0059507 | Fijaki       | część wsi |
| 0059513 | Jakubce      | część wsi |
| 0059520 | Koło Dzwonka | część wsi |
| 0059536 | Na Górze     | część wsi |
| 1003360 | Na Grapie    | część wsi |
| 1003383 | Pasierbki    | część wsi |
| 0059542 | Więziki      | część wsi |

Dawniej częścią Biernej był Glemieniec, obecnie w granicach Łodygowic.

## Historia
Historycznie miejscowość jest częścią Księstwa oświęcimskiego. W 1564 roku wraz z całym księstwem oświęcimskim i zatorskim leżała w granicach Korony Królestwa Polskiego, znajdowała się w województwie krakowskim w powiecie śląskim. Po unii lubelskiej w 1569 księstwo Oświęcimia i Zatora stało się częścią Rzeczypospolitej Obojga Narodów w granicach, której pozostawało do I rozbioru Polski w 1772. Po rozbiorach Polski miejscowość znalazła się w zaborze austriackim i leżała w granicach Austrii, wchodząc w skład Królestwa Galicji i Lodomerii.

## Zabytki
Na terenie wsi znajduje się kilka kapliczek:
- kamienna barokowa kapliczka z figurą Jezusa Nazaretańskiego, pochodząca z II poł. XVIII wieku lub z I poł. XIX wieku. Kapliczka została uszkodzona w 1945 r.,
- kamienna kapliczka z XIX wieku, wykonana przez Jakuba i Jana Habdasów,
- kapliczka z posągiem Niepokalanego Poczęcia Najświętszej Maryi Panny z 1837 r.